# 파탈리푸트라
파탈리푸트라(산스크리트어: पाटलिपुत्र)는 오늘날 인도 비하르주의 주도인 파트나에 존재했던 고대 인도의 도시이다. 원래 기원전 490년에 마가다의 왕 아자타샤트루가 갠지스강 근처에 건설한 작은 요새였지만, 그의 후계자인 우다야바드라는 손과 갠지스 두 강이 합류하는 지점에 파탈리푸트라시의 기초를 마련했으며 이후 제국의 중심지 변천으로 인해 라자그리하에서 파탈리푸트라로 천도했다.
파탈리푸트라는 시슈나가 제국(기원전 413-345), 난다 제국(기원전 345-325), 마우리아 제국(기원전 320-180), 굽타 제국(서기 320–550) 및 팔라 제국(750–1200) 등 고대 북인도 제국의 수도였으며, 마우리아 시대(아래 참조)에는 세계에서 가장 큰 도시 중 하나가 되었다. 그리스 외교관이자 여행가이자 역사가인 메가스테네스에 따르면 마우리아 시대(기원전 320~180년) 동안 이곳은 세계 최초의 도시 중 하나로 매우 효율적인 형태의 지방 자치 정부가 있었다. 이후 셰르 샤 수리(Sher Shah Suri, 1538~1545)는 서기 7세기 이후 쇠퇴한 파탈리푸트라를 부활시키고 이름을 파트나로 바꾸었다.
이 유적의 위치는 1892년 라우렌스 와델에 의해 아소카의 고전 수도의 정확한 위치가 처음 확인되면서 발견되었으며, 현대 파트나 인근에서 광범위한 고고학적 발굴이 이루어졌다. 20세기 초 파트나(Patna) 주변의 발굴은 강화 목조 트러스를 포함하여 큰 성벽의 명백한 증거를 보여주고 있다.

## 어원
파탈리푸트라의 어원은 불분명하다. "푸트라"는 아들을 의미하고 "파탈리"는 벼 또는 식물의 한 종이다. 하나의 전통적인 어원은 도시가 식물의 이름을 따서 명명되었다고 주장한다. 또 다른 전통에 따르면 파탈리푸트라는 라자 수다르샨의 딸인 파탈리의 아들을 의미한다. 초기 이름이 파탈리그라마("파탈리 마을")로 알려졌기 때문에 일부 학자들은 파탈리푸트라가 파탈리푸라(파탈리시)의 변형이라고 믿는다. 파탈리푸트라는 쿠스마푸라(꽃의 도시)라고도 불렸다.

## 역사
초기 자이나교와 불교 문헌( 팔리어 경전 및 아함경)에는 파탈리푸트라에 대한 언급이 없고 대신 파탈리그라마 마을로서 언급되어 이 지역의 주요 도시 목록에서 생략되었다. 초기 불교 자료에 따르면 부처의 생애가 끝날 무렵 마을 근처에 도시가 세워졌다. 이것은 일반적으로 기원전 3세기 또는 4세기 이전에 이 지역에서 도시 개발이 일어났음을 보여주는 고고학적 증거와 일치한다. 기원전 303년에 그리스 역사가이자 대사인 메가스테네스는 그의 작품 인디카에서 파탈리푸트라를 도시로 언급하였으며, 디오도로스는 람불루스의 언급을 인용하여 파탈리푸트라의 왕이 "그리스인들에 대한 큰 사랑"을 가졌다고 언급했다.
파탈리푸트라시는 하리얀카 왕조의 통치자 아자타샤트루가 파탈리그라마 마을을 요새화하여 형성되었다.
인도 북동부의 중심 위치는 난다, 마우리아, 숭가 및 굽타에서 팔라에 이르기까지 연속 왕조의 통치자들이 수도를 이곳에 두도록 이끌었다. 갠지스 강, 간다카 강 및 손 강의 합류 지점에 위치한 파탈리푸트라는 "물 요새 또는 잘두르가"를 형성했다. 그 위치는 마가다의 초기 제국 기간 동안 인도-갠지스 평원의 강변 무역을 지배하는 데 도움이 되었다. 이곳은 무역과 상업의 중심지였으며 인도 전역에서 유명한 차나키야와 같은 상인과 지식인을 끌어들였다.
초기 불교 문헌에 따르면 부처가 열반한 직후의 첫 번째 불교 결집과 아소카 통치 시기의 두번째 결집이 이곳에서 열렸으며, 자이나교와 브라만교 문헌에서는 아자타샤트루의 아들인 우다야바드라에 대해 파탈리푸트라를 마가다의 수도로 확립한 최초의 왕이라고 언급하고 있다. 타밀 상감 서사시 아카나누루는 파탈리푸트라를 통치하는 난다 국왕에 대해 언급하고 있다.

### 마우리아 제국의 수도

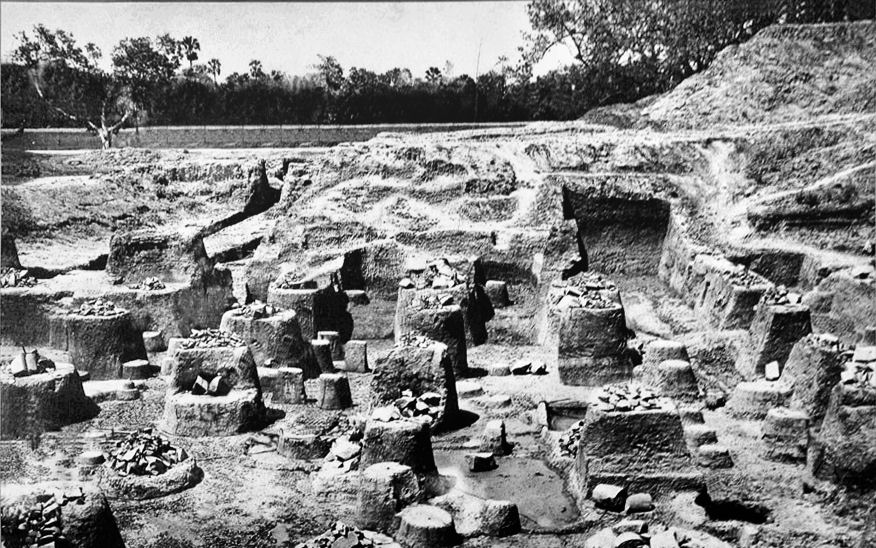
기둥이 있는 홀의 유적이 자리한 파탈리푸트라 쿰라하르 유적지.

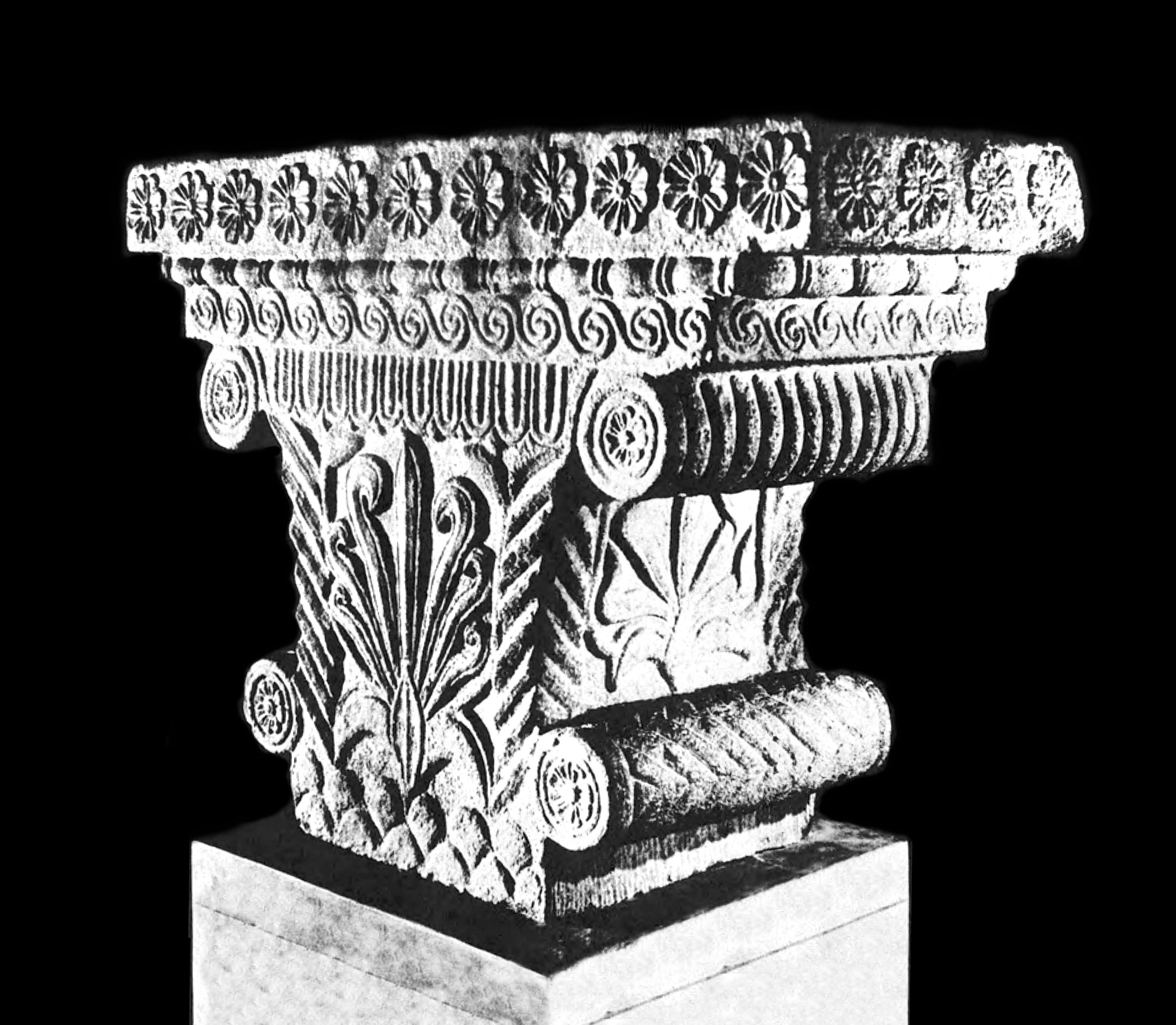
불란디 바그 유적에서 발견된 기원전 4~3세기경의 파탈리푸트라 기둥머리.

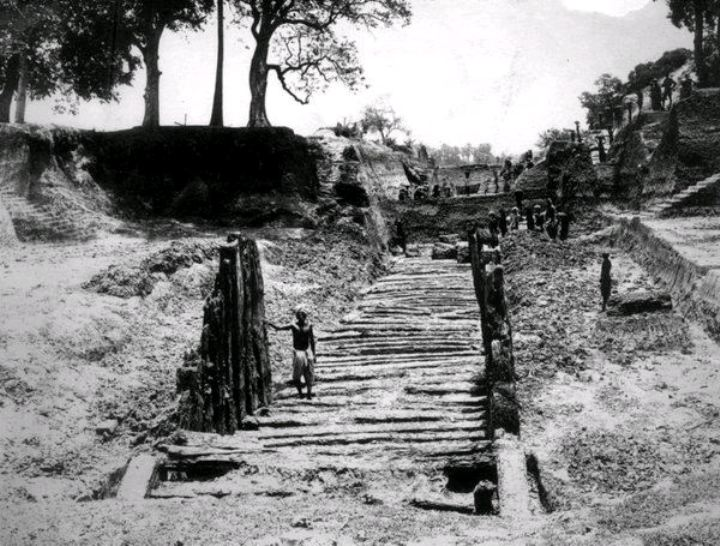
불란디 바그 유적지에 있는 목조 울타리의 마우리아 유적.

기원전 3세기 아소카 대제의 치세에 파탈리푸트라는 약 150,000-400,000명이 거주하는 세계에서 가장 큰 도시 중 하나였다. 면적은 25.5제곱킬로미터, 둘레는 33.8킬로미터로 추정되며 평행사변형 형태로 64개의 문이 있었다(즉, 500미터당 1개 정도). 마우리아 제국의 수도였던 파탈리푸트라는 초대 마우리아 황제 찬드라굽타 마우리아 및 3대 황제 아소카 치세에 번영의 절정기를 맞았으며, 당시 파탈리푸트라에 거주하던 그리스 대사 메가스테네스는 이 도시를 "팔리보트라"라고 언급하면서 그 화려함에 대한 자세한 설명을 남겼다.
"메가스테네스는 이 도시가 가장 긴 쪽에서 길이가 10마일이고 너비가 1.3/4마일이라고 말한다. 그 도시는 폭이 600피트, 깊이가 45피트인 도랑으로 둘러싸여 있으며, 성벽에는 570개의 탑과 64개의 문이 있다." - 아리아노스, 《인디카》

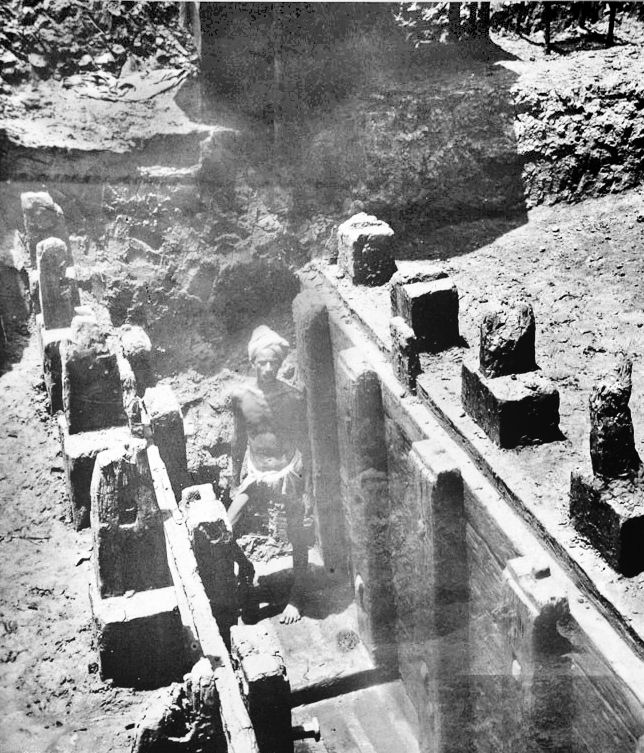
파탈리푸트라의 불란디 바그 유적지에서 발견된 나무 성벽의 마우리아인 유적.

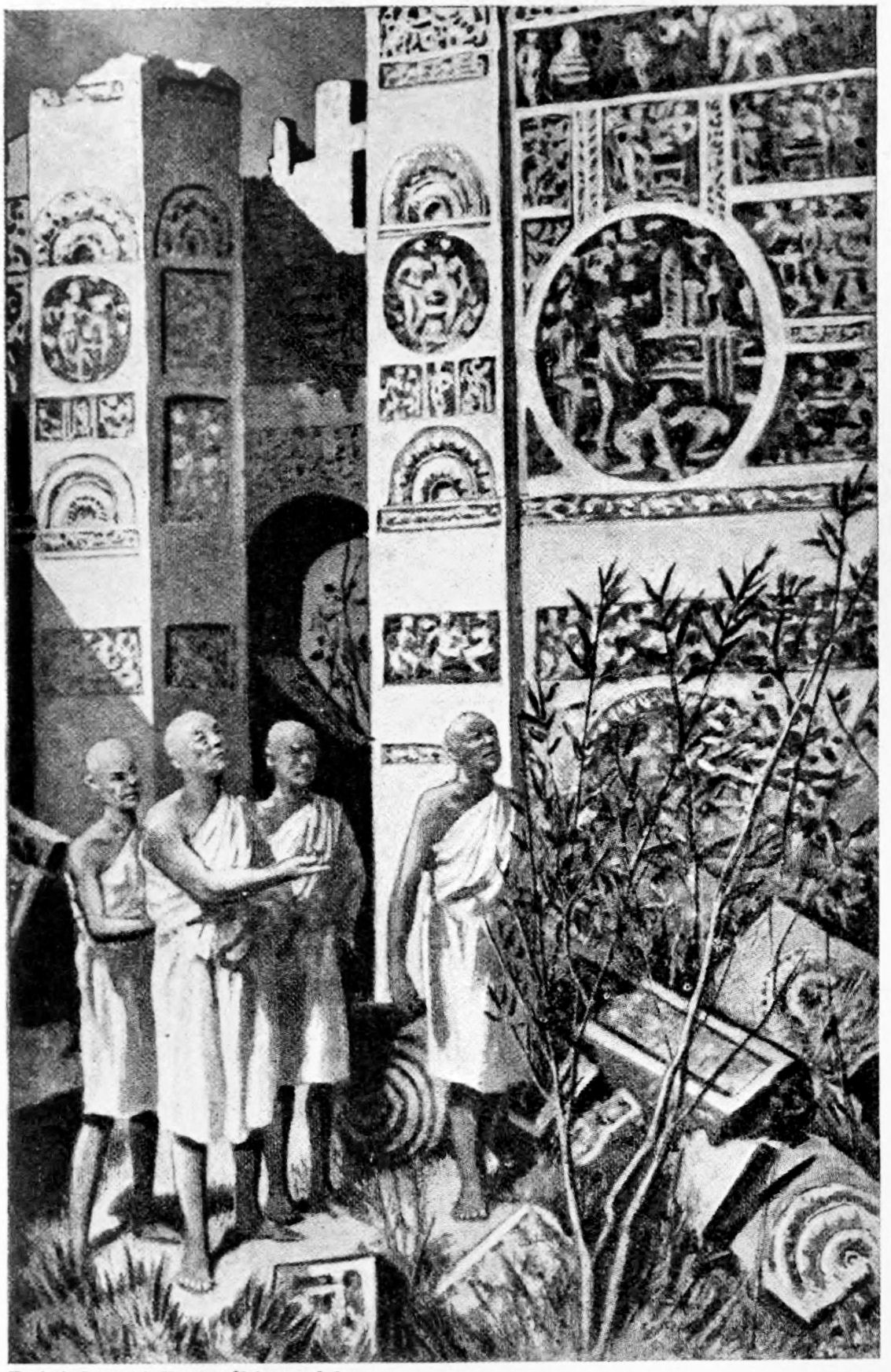
4세기경 파탈리푸트라에 있는 아소카의 궁전 폐허에 방문한 법현 (예술가의 인상).

또한 스트라본은 그의 지리학에서 도시 성벽이 나무로 만들어졌다고 덧붙였다. 이것들은 파트나 발굴 중에 확인된 목조 울타리로 추정된다.
"갠지스강의 합류점에 팔리보트라(Palibothra)가 있는데 길이는 80, 너비는 15스타디아이다. 평행사변형 모양의 이 도시는 화살이 발사될 수 있는 구멍이 뚫린 목조 성벽으로 둘러싸여 있으며, 앞에는 도시의 방어 및 하수도 역할을 하는 도랑이 있다." - 스트라본, 《지리학》

아에리아누스는 메가스테네스를 명시적으로 인용하거나 파탈리푸트라를 언급하지 않았지만 인도 궁전을 페르시아의 수사 또는 엑바타나의 궁전보다 화려하게 묘사했다.
"그 나라의 가장 위대한 왕들이 살고 있는 인도의 왕궁에는 감탄할 대상이 너무 많아서 멤논의 모든 사치와 수사의 도시나 엑바타나의 웅장함조차 이에 맞멀을 수 없다. (...) 공원에는 길들인 공작과 꿩이 사육되고 있다." - 아에리아누스, 《동물의 본성에 대하여》

아소카의 치세에 파탈리푸트라 궁전의 대부분의 목조 구조는 점차적으로 석조 구조로 대체되었을 것이다. 아소카는 황실 기념물을 건설하기 위해 해외에서 장인을 수입했을 가능성이 있는 위대한 건축가로 알려져 있다. 그 근거로 파탈리푸트라 궁전은 아케메네스 궁전과 페르세폴리스의 장식적인 영향이 나타나고 있으며, 이것은 알렉산드로스 대왕에 의해 아케메네스 제국이 붕괴된 후 페르시아에서 고용된 장인들의 형성적 영향의 결과일 수 있다.

### 후기 왕조의 수도
이 도시는 또한 많은 중요한 수도원을 자랑하는 번성하는 불교 중심지가 되었으며, 마우리아 제국 이후에도 한동안 굽타 제국(3~6세기)와 팔라 제국(8~12세기) 같은 북인도 제국의 수도로 자리하고 있었다. 법현은 서기 400년에 파탈리푸트라를 방문했을 때 사람들이 부유하고 번영하는 것을 발견했으며, 그들은 미덕과 정의를 실천했다. 그는 도시의 귀족들과 집주인들이 모든 나라의 가난한 사람들, 궁핍한 사람들, 불구자들과 병자들이 치료를 받을 수 있는 여러 병원들을 건설했다는 것을 알게 되었다. 그들은 모든 종류의 도움을 무상으로 받을 수 있었다. 의사는 질병을 검사하고 음식, 음료 및 의약품을 주문했다.

### 쇠퇴
그러나 훗날 현장이 방문했을 때에는 파탈리푸트라의 대부분이 폐허로 남았다. 그는 그 오래된 도시는 수 년 동안 완전히 버려졌고, 남은 것은 갠지스 강둑에 의해 약 1,000명 이하의 사람들의 집이 있는 벽으로 둘러싸인 작은 마을뿐이었다고 썼다. 라지슈와르 프라사드 싱에 따르면, 이 작은 마을은 아마도 그 오래된 도시의 생존된 부분이 아니라 그 도시가 파괴된 후에 지어졌을 것이다. 현장은 그 도시의 오래된 역사적인 건물들의 대부분이 파괴되었고, 그들의 기초 벽만이 남아있다고 썼다. 그가 특히 주목한 한 건물은 아소카에 의해 지어진 84,000개의 사리탑 중 최초라고 알려진 오래된 사리탑이었다. 그는 그 기초가 땅 속으로 가라앉아서 장식용 돔의 꼭대기만 보였고, 심지어 그것도 위태로운 상태였다고 썼다. 그 도시의 남동쪽에 있는 쿠쿠타라마 승원 중에서, 단지 기초만이 남아 있었다.:12:53-4:4
파탈리푸트라의 쇠퇴는 아마 현장의 시대보다 훨씬 이전에 시작되었을 것이다. 적어도 쿰라하르의 고고학적 증거는 이 시기와 기원전 600년 사이에 점점 더 정교한 구조물들이 점점 더 적어지면서, 300년대부터 시작된 점진적인 쇠퇴를 암시하는 것으로 보인다. 그 후, 천 년 동안 인간의 활동의 흔적이 남아있지 않고, 그 장소는 버려진 것으로 보인다.:53
한 가지 유력한 요인은 갠지스강 유역의 변화였다. 400년경 법현이 파탈리푸트라를 방문했을 때 그는 파탈리푸트라가 갠지스강에서 남쪽으로 1요자나(약 10㎞) 떨어진 곳이라고 썼다. 굽타 시대 이후 쓰여진 바라하 푸라나에서는 당시 간다크강과 갠지스강이 합류하는 지점이 현재 위치에서 북쪽으로 약 10㎞ 떨어져 있었다고 한다. 파탈리푸트라는 번영의 많은 부분을 강을 기반으로 하는 상업에서 이끌어냈기 때문에 강과 분리되면서 아마도 경제가 위축되었을 것이다. 굽타 시기가 끝날 무렵이 되면 국제 무역이 전반적으로 감소하는 것과 비슷한 효과가 있었을 것이다.:56
재앙적인 홍수는 또한 500년대 후반의 어느 시점에 그 도시를 황폐화시켰을 가능성이 높다. 후대에 나온 자이나교 승려의 작품인 '티틀호갈리 파니야'에는 손강에 발생한 재앙적인 홍수가 어느 시점에 파탈리푸트라를 파괴했다는 전승이 기록되어 있다. 이 이야기는 이 홍수가 17일 밤낮으로 폭우가 내린 후, 바드라파다의 달, 즉 9월에 일어났다고 기술하고 있다. 손강의 홍수로 인해 갠지스 강도 범람했고, 파탈리푸트라가 여러 면에서 침수되었던 것으로 보인다. 이 이야기는 파탈리푸트라의 광범위한 파괴에 대해 기술하고 있지만, 그 후에 그 도시가 재건되었다고도 기술하고 있다.:12:56-7
세 번째 원인은 500년대 초 후나족이 침입하여 고의적으로 파괴한 것이다. 쿰라하르에 있는 80개의 기둥이 있는 이 건물에서 발견된 두꺼운 재층은 이 건물이 화재로 파괴되었을 수도 있다는 것을 암시하고 있으며, 아마도 이 이론을 확증하고 있을 것이다.:54, 57

### 팔라 왕조
파탈리푸트라는 팔라 시대 초기에 어느 정도 회복된 것으로 보인다. 800년대 초반의 다르마팔라의 칼림푸르 판본은 파탈리푸트라를 강 항구와 왕실 야영지로 생생하게 묘사한다. 그 비문은 다르마팔라에게 경의를 표하기 위해 모인 보트, 코끼리, 말, 그리고 "잠부드비파의 모든 왕들의 무제한 발 군인들"을 묘사한다. B. P. 싱하는 이 비문을 파탈리푸트라가 다르마팔라의 수도라는 것을 의미하는 것으로 해석했지만, 알테카는 이 비문이 파탈리푸트라를 다르마팔라가 원정이나 순행을 하는 동안 머물렀던 스칸다바라, 즉 야영지로만 언급한다고 말하며 반박했다.:13
동시대 사료에 파탈리푸트라가 언급되어 있지만, 고고학자들은 파탈리푸트라에서 팔라 시대의 어떤 증거도 발견하지 못하고 있다. 적어도 쿰라하르에서는 1600년대에 이르기까지 인간이 정착한 흔적이 남아있지 않다.:5, 8

### 1500년대
1559년 세계 지리에 관한 기발한 도서에서 이탈리아인 가이우스 율리우스 솔리누스는 팔리보르타에 수도를 둔 강력한 인도 왕국 프라시아에 대해 간략하게 언급하고 있다. 그 후 셰르 샤 수리는 서기 7세기 이후 폐허가 된 파탈리푸트라를 수도로 삼고 도시명을 파탈리푸트라에서 파트나로 개명했다.

## 구조

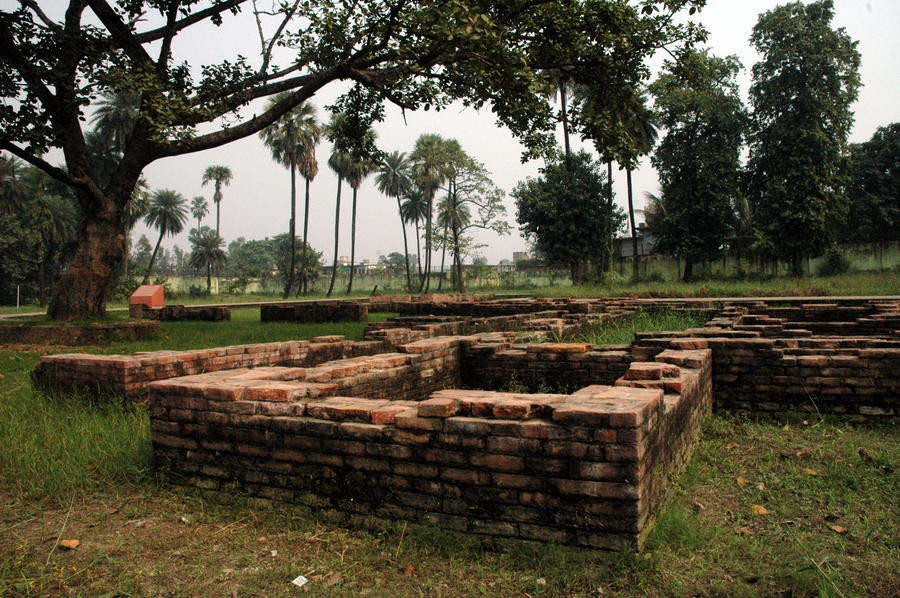
쿰라르에 있는 파탈리푸트라의 유적지.

오늘날 파탈리푸트라 유적의 일부분이 쿰라르, 불란디 바그 및 아감 쿠안을 포함하여 다양한 위치에서 발굴되었지만 대부분은 여전히 파트나 아래에 묻혀 있다.
마우리아 시대에 이 도시는 약 2.5km(1.5마일) 너비와 15km(9마일) 길이의 평행사변형 모양으로 묘사되었다. 그 나무 벽은 64개의 문이 뚫렸다. 고고학 연구에 따르면 몇 킬로미터에 걸쳐 목조 성벽의 나머지 부분이 발견되었지만 석조 요새는 발견되지 않았다.

## 파탈리푸트라를 수도로 삼은 역대 왕조

파탈리푸트라를 수도로 삼은 역대 북인도 제국
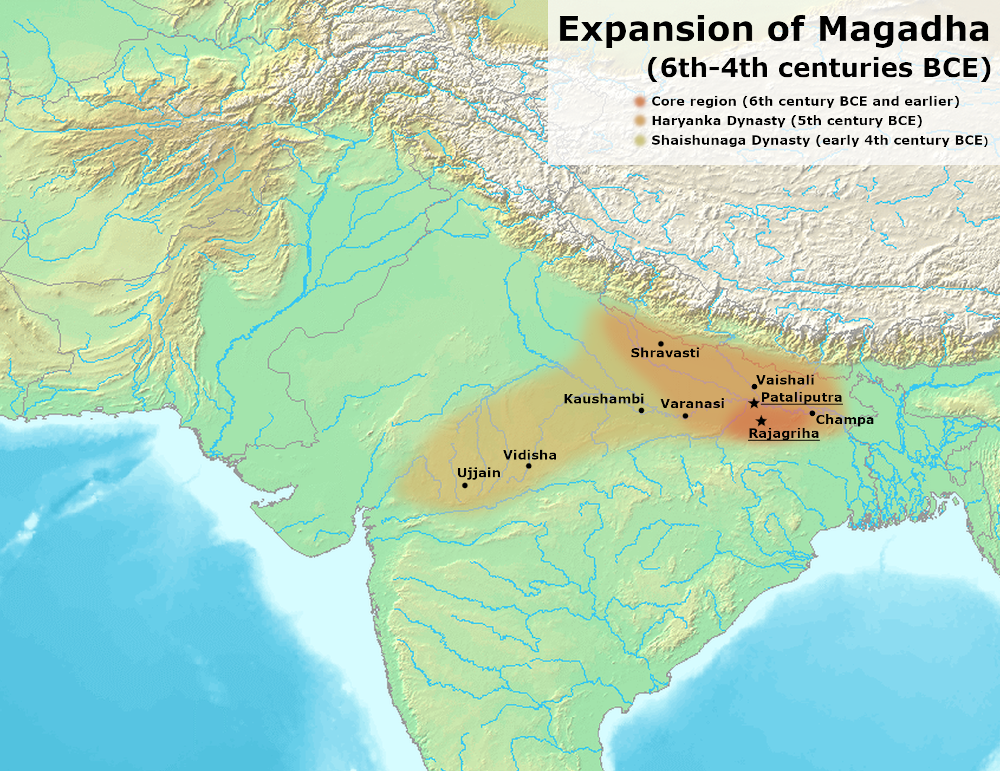
마가다 제국의 하리얀카 왕조 및 시슈나가 왕조
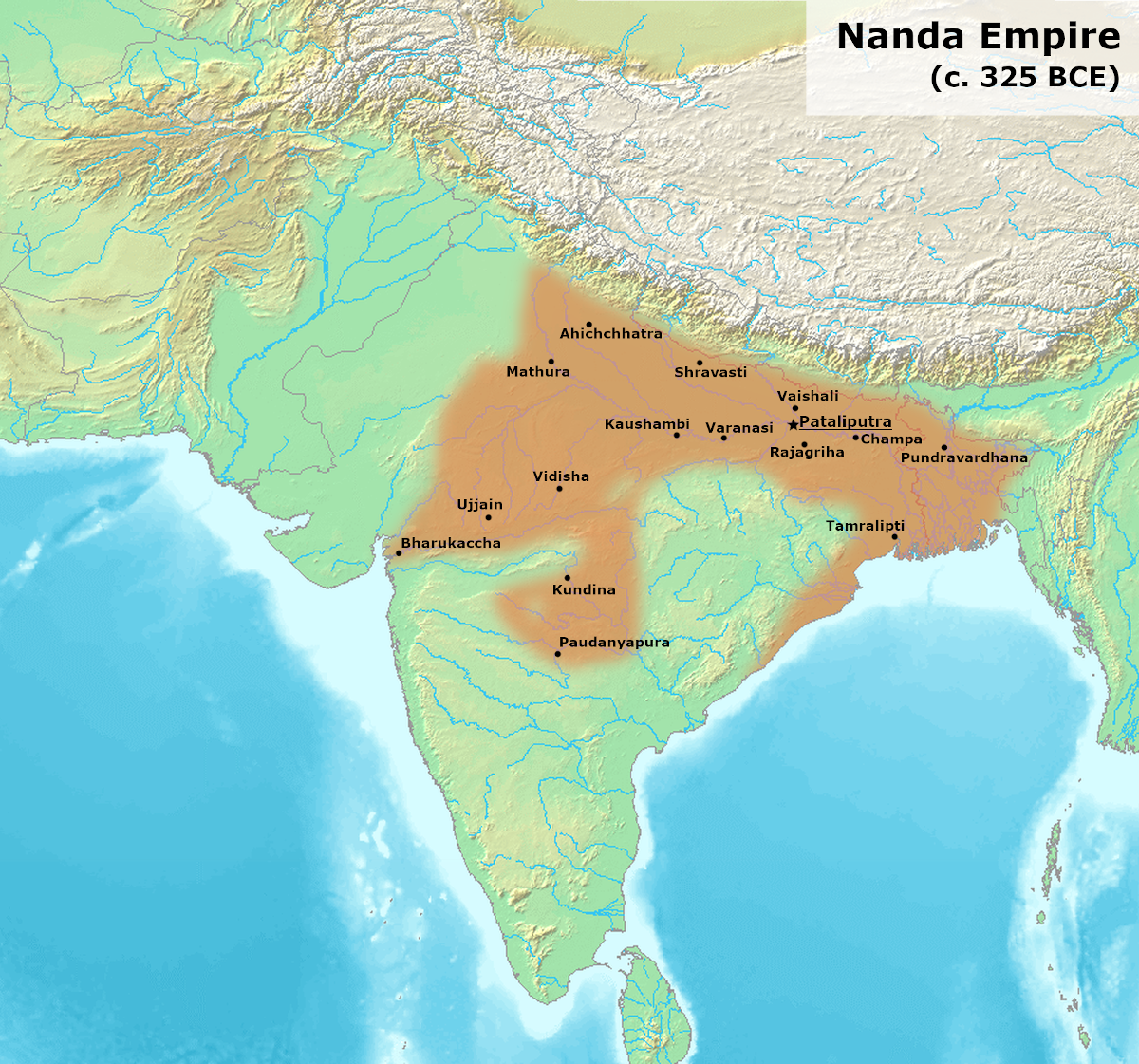
난다 제국
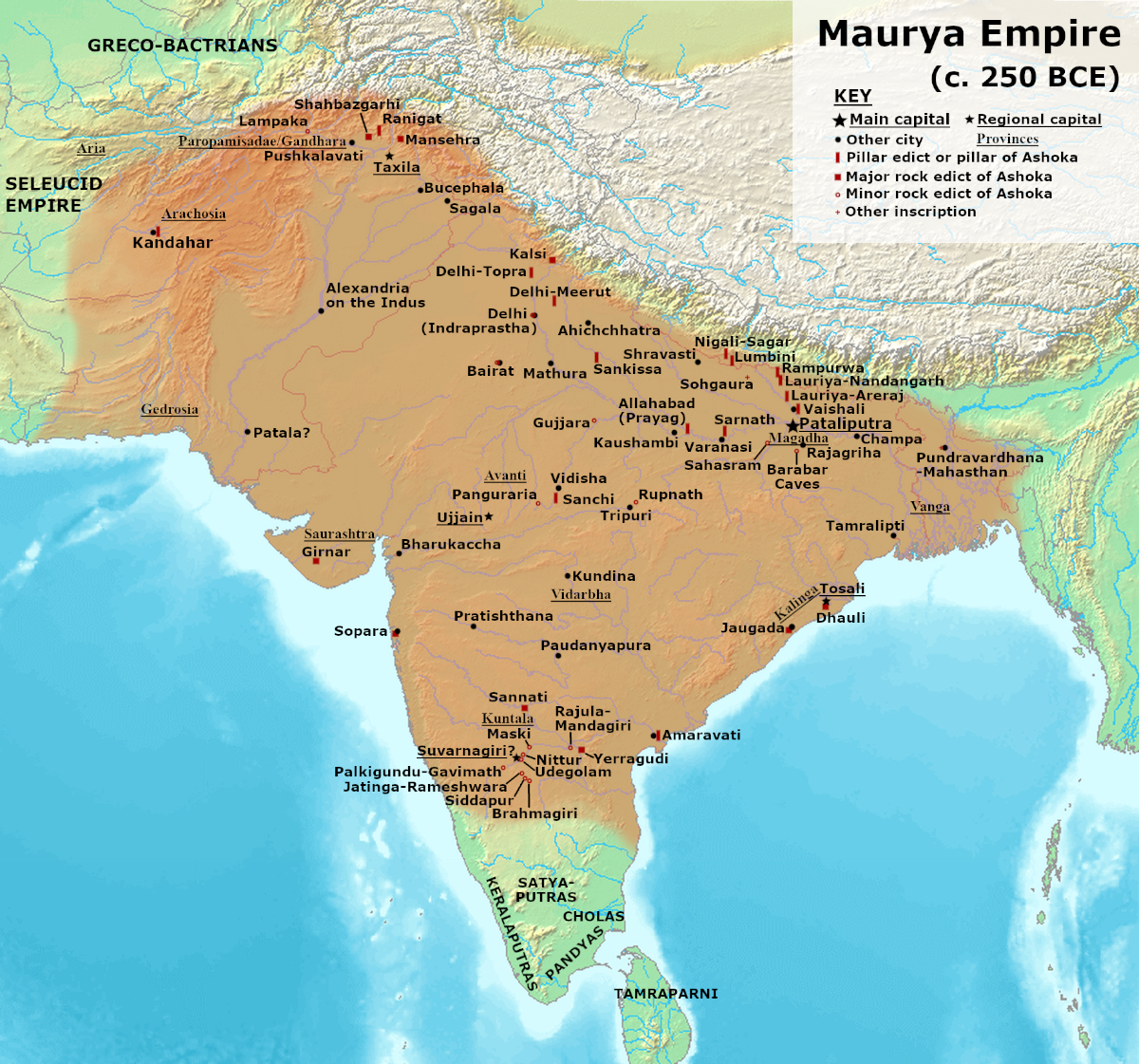
마우리아 제국
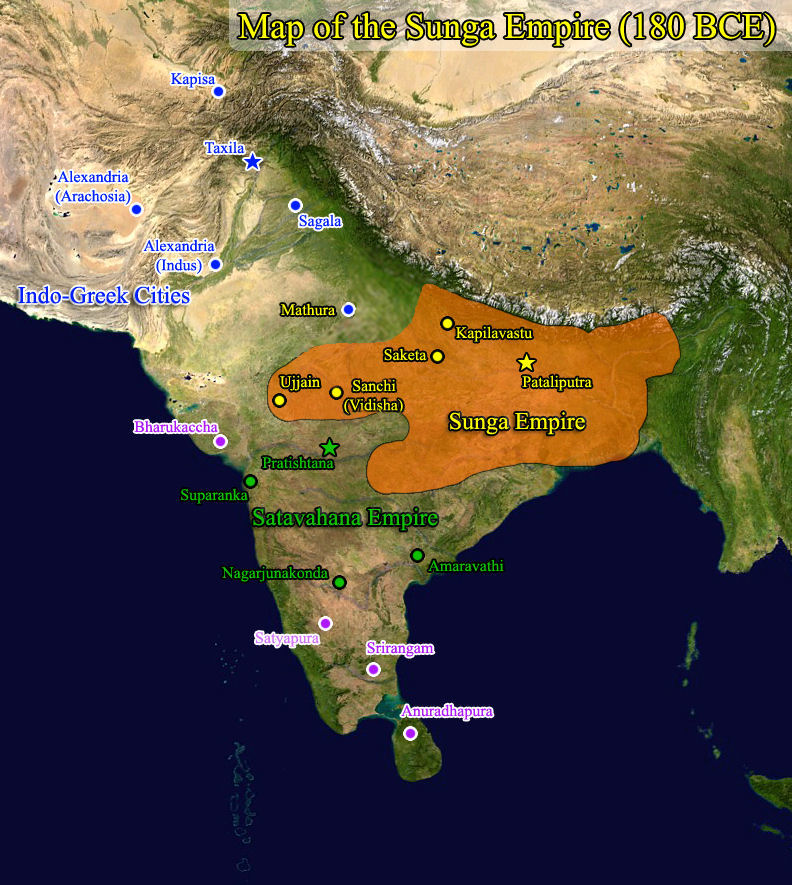
숭가 제국
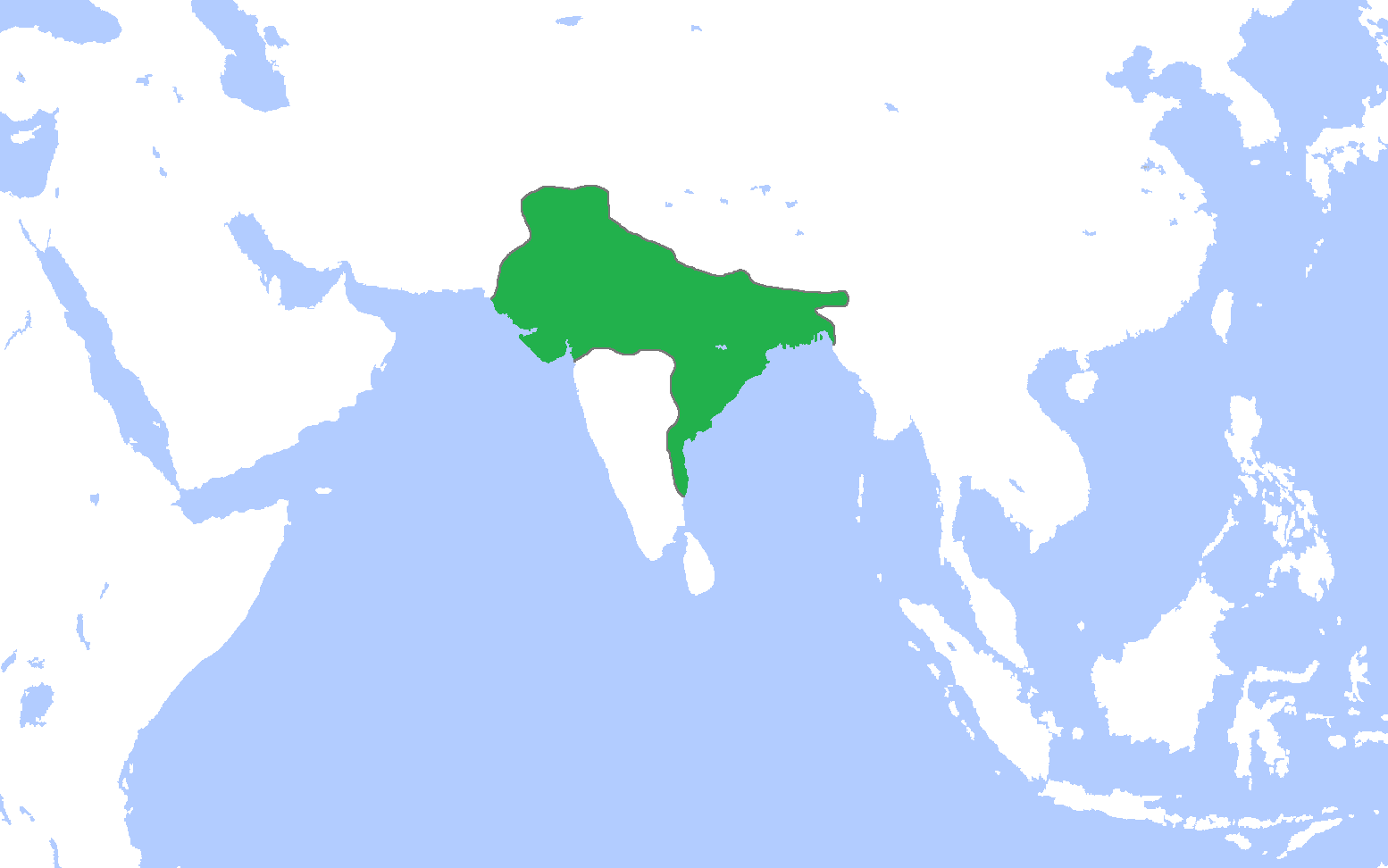
굽타 제국
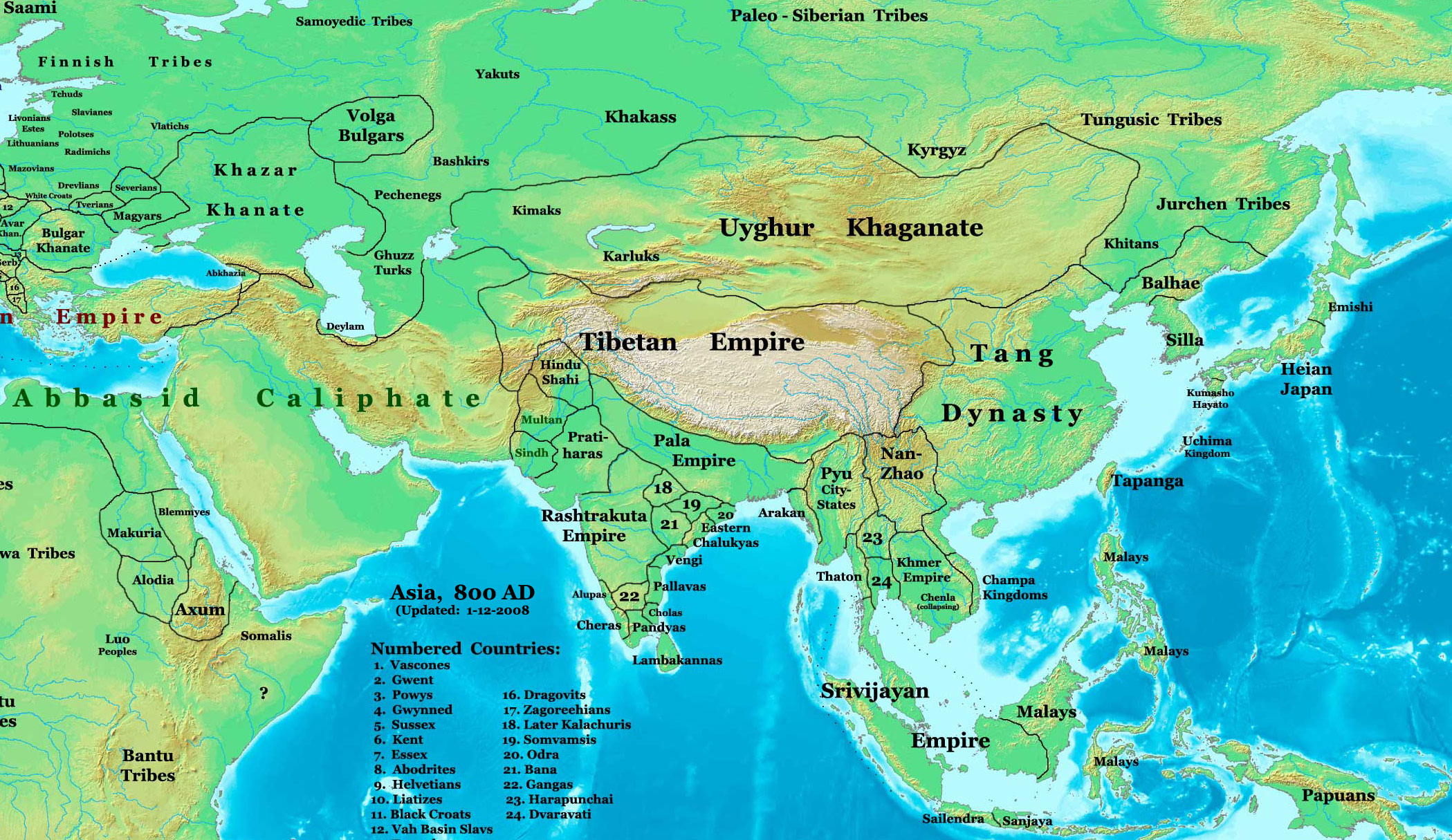
팔라 제국

## 주요 회수 유물

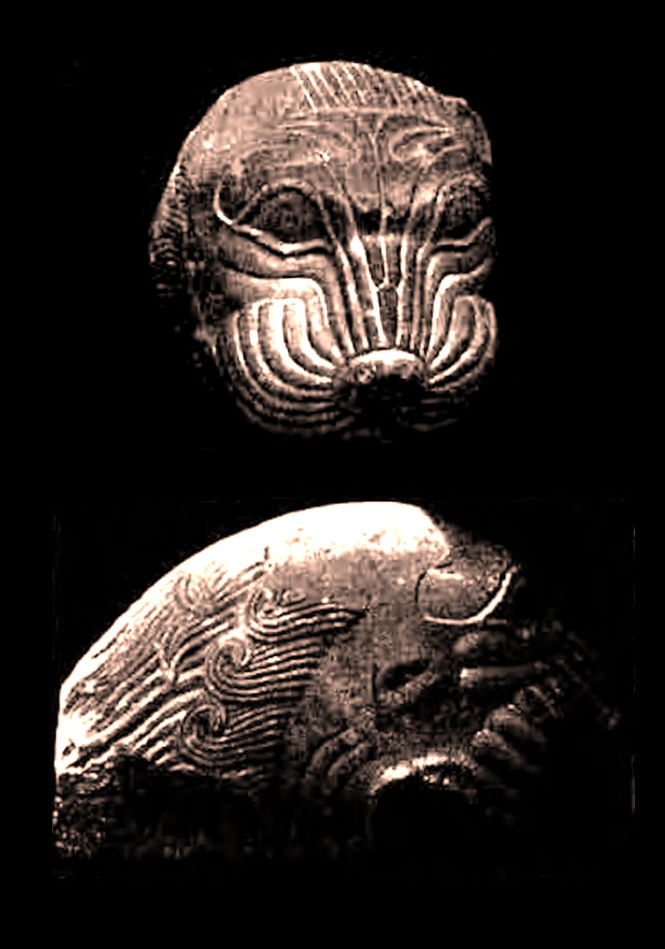
마사르 사자, 기원전 3세기.
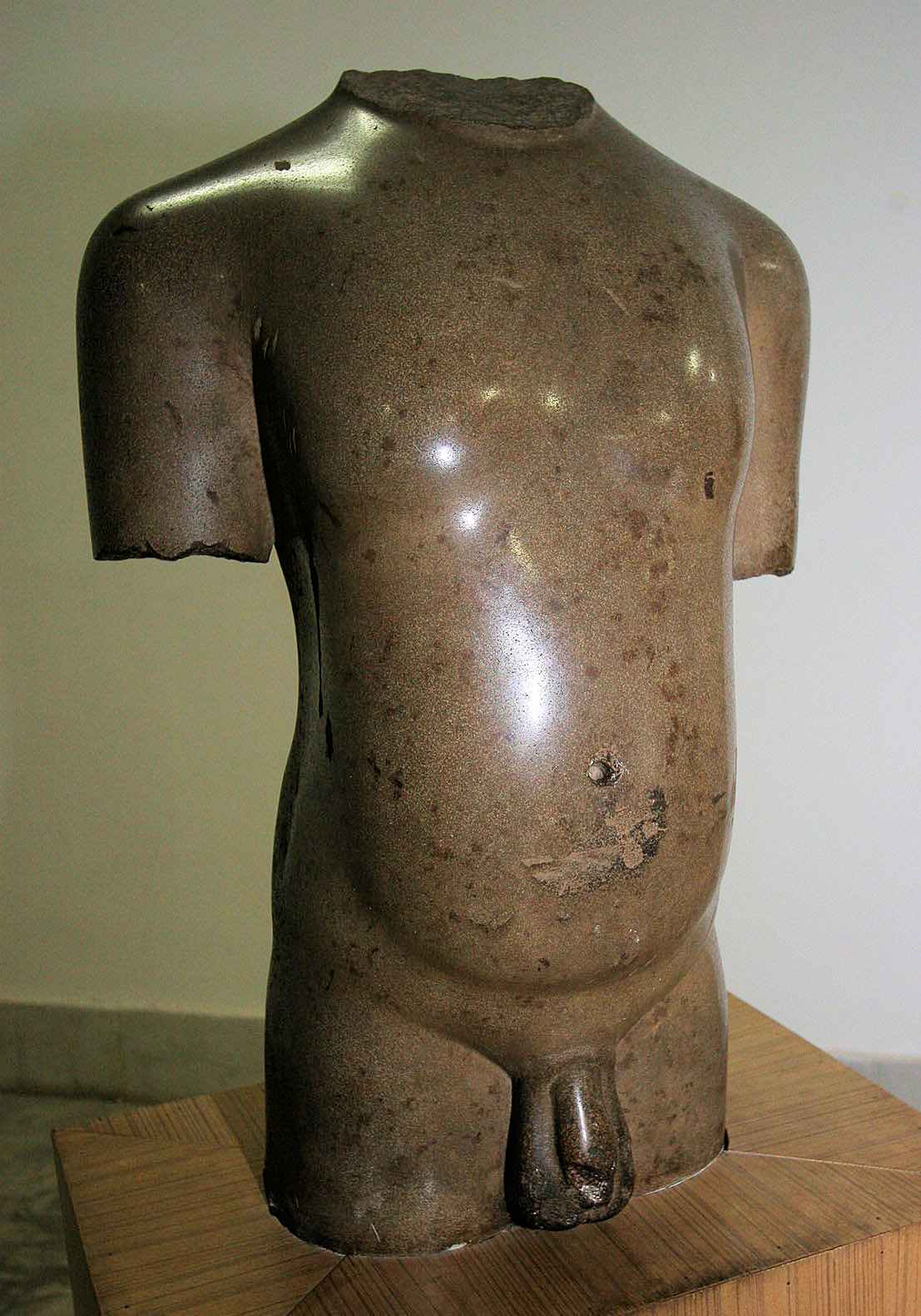
로하니푸르 몸통.
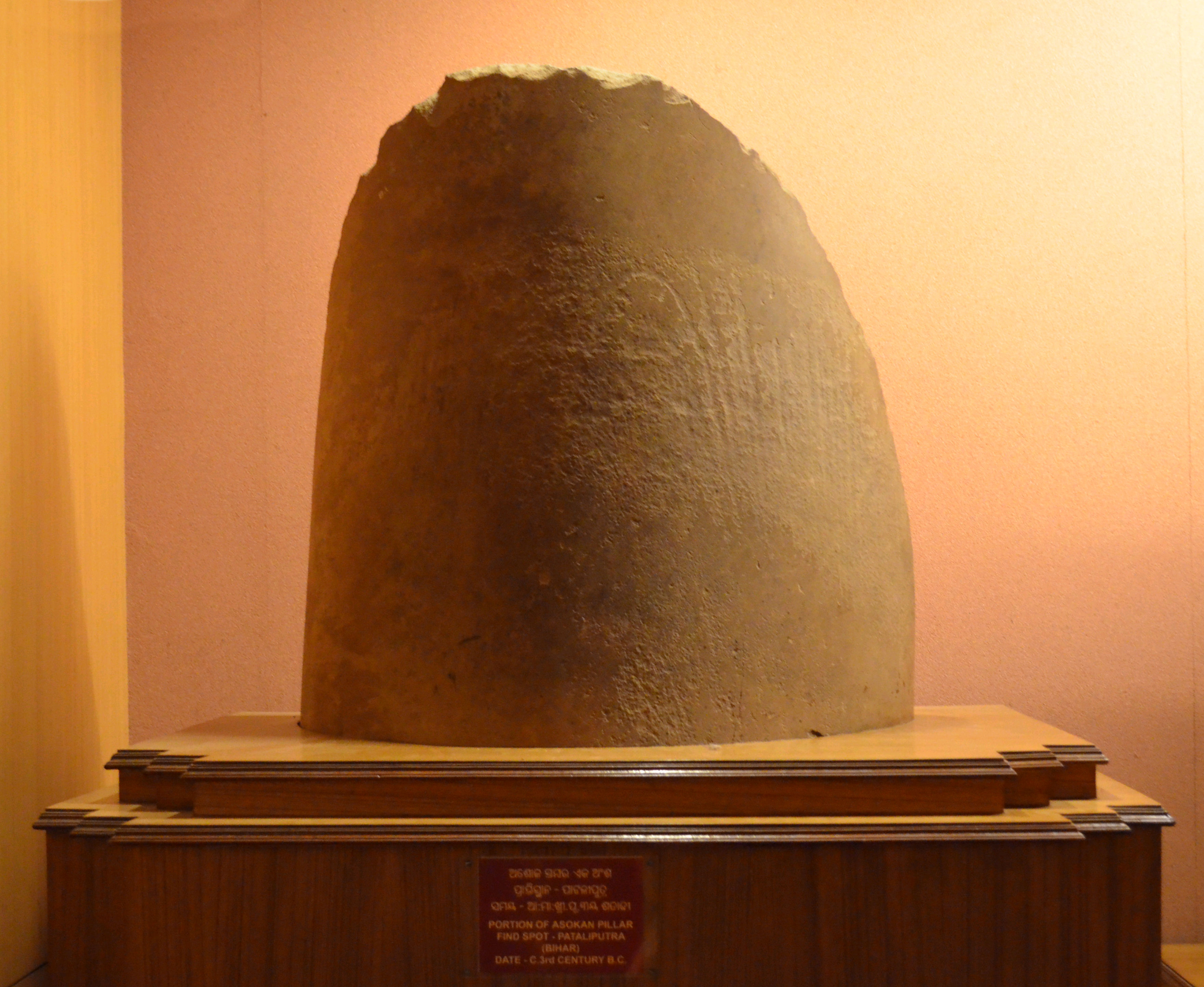
파탈리푸트라에서 발견된 기둥의 일부.
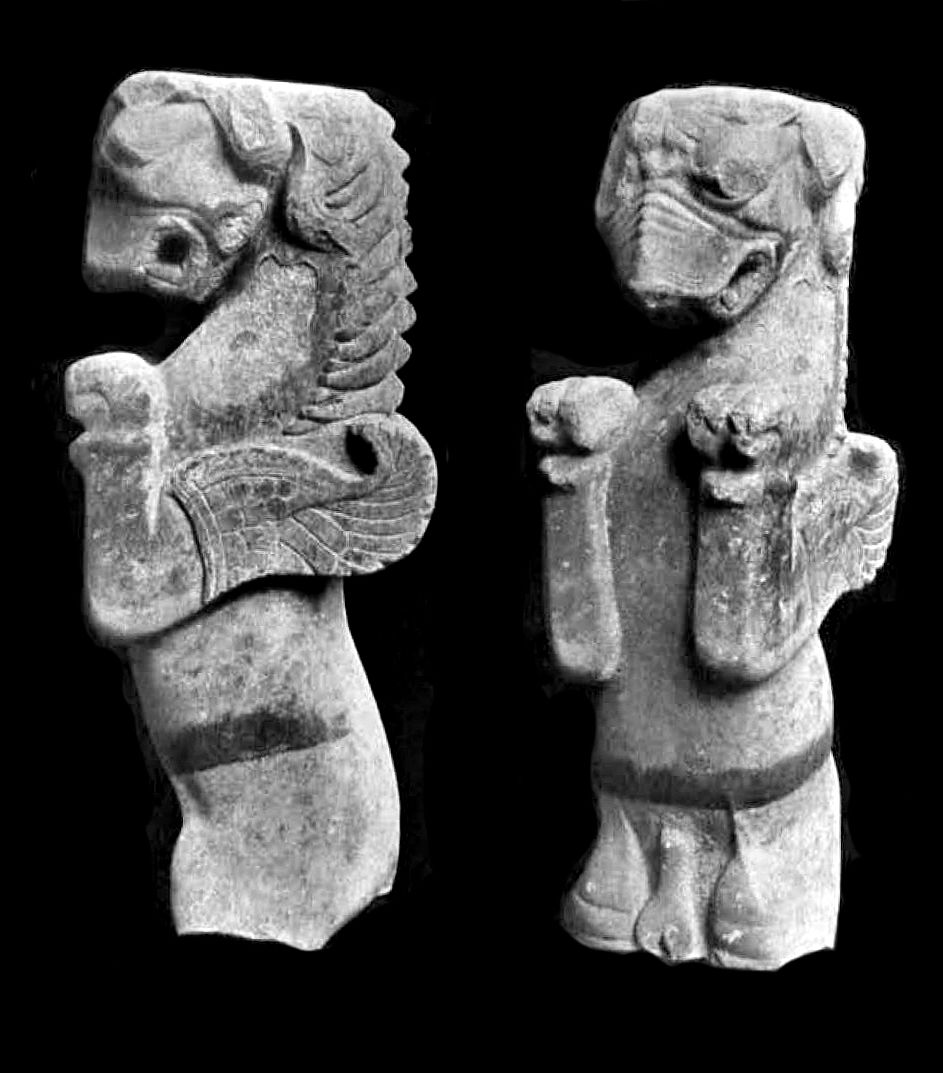
파탈리푸트라 그리핀 조각상.
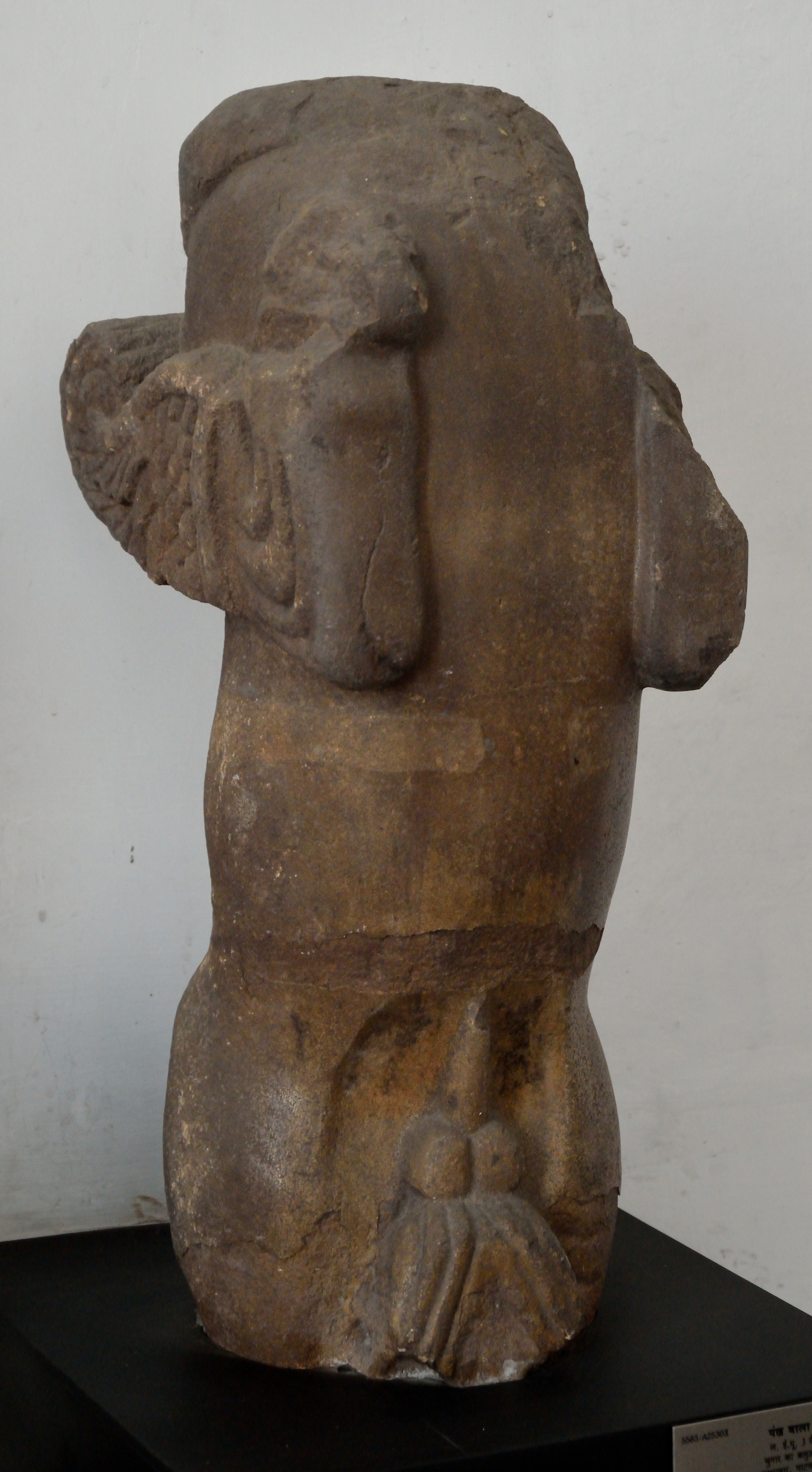
날개 달린 그리핀.
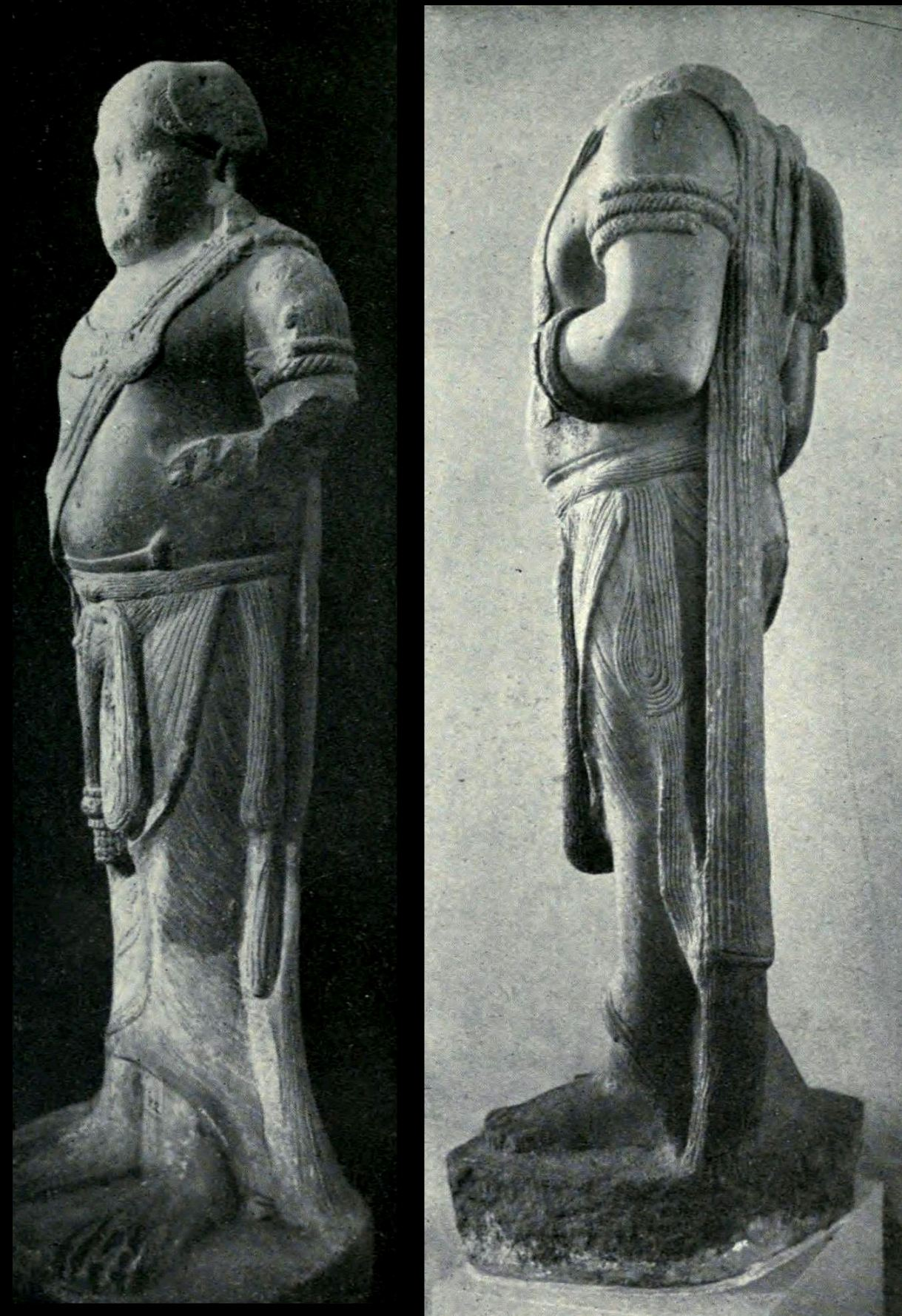
마우리아 비문을 포함한 파탈리푸트라 야크샤상.
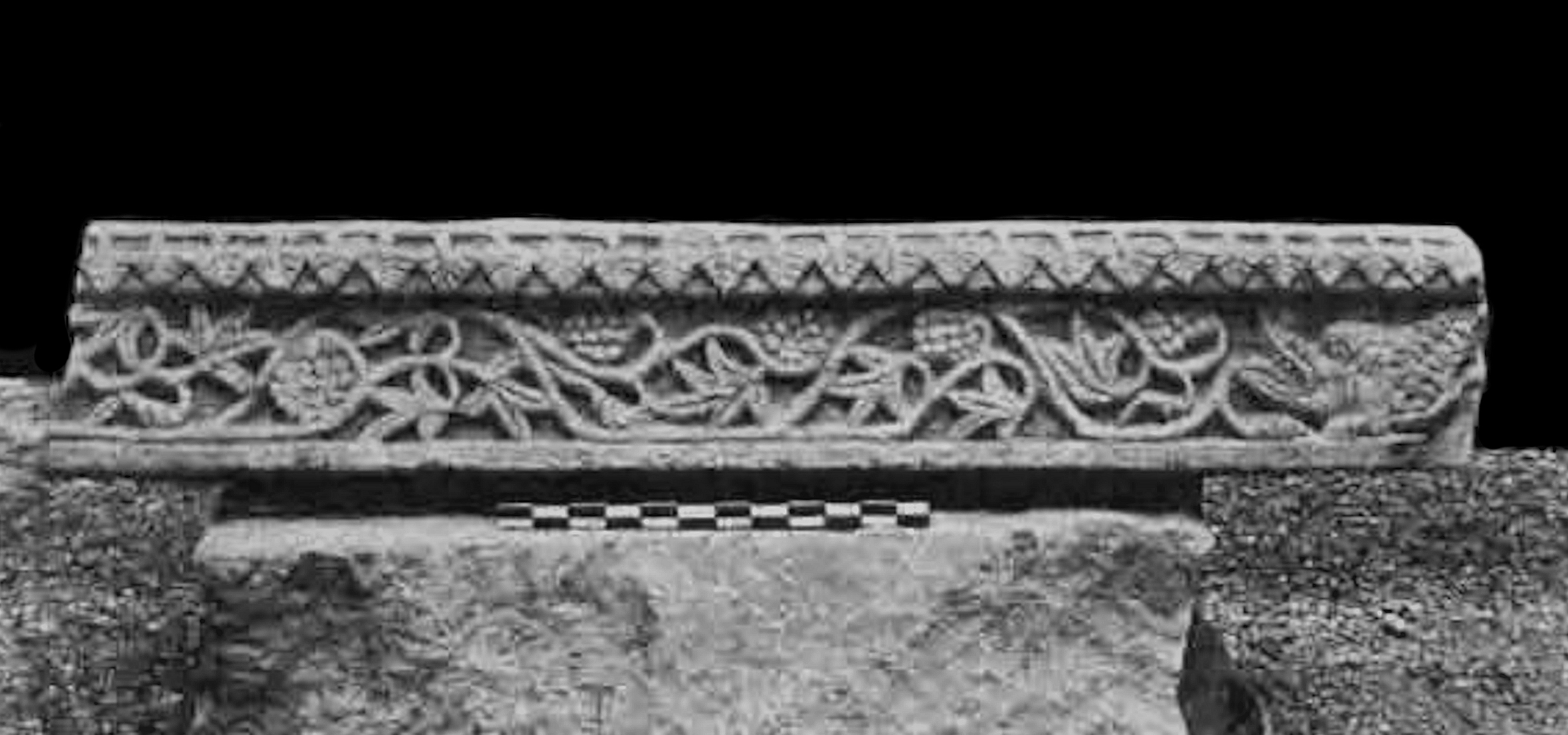
덩굴로 덮여있는 쿰라르의 돌
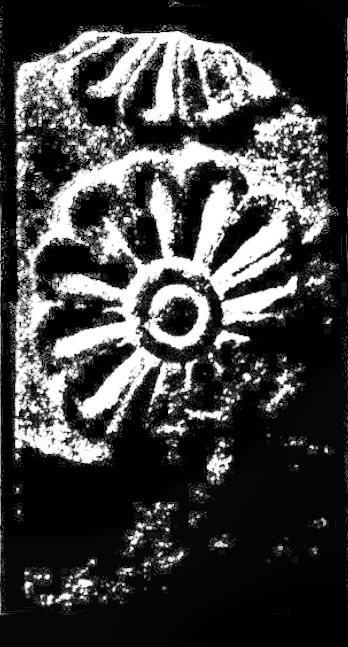
파탈리푸트라 연꽃 무늬.
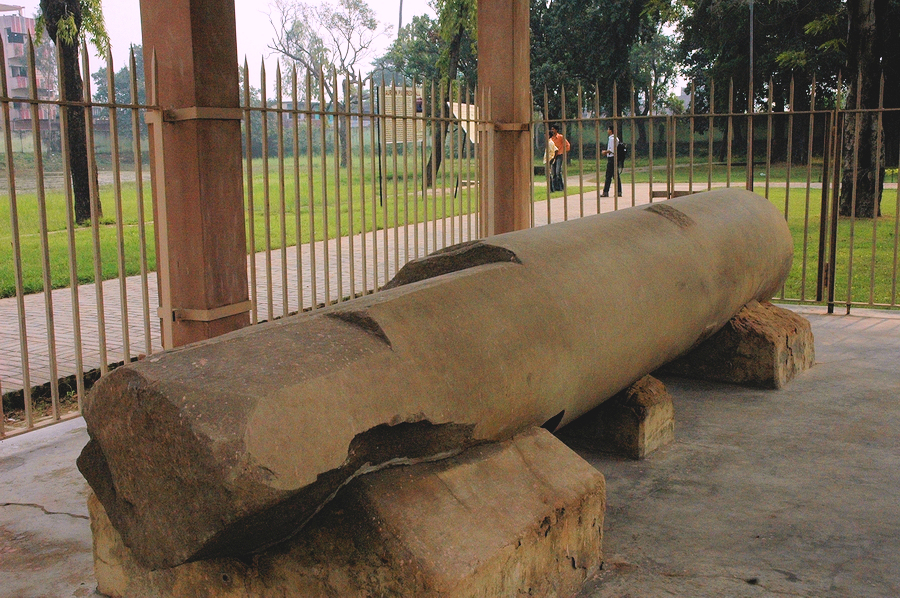
파탈리푸트라의 세련된 기둥.
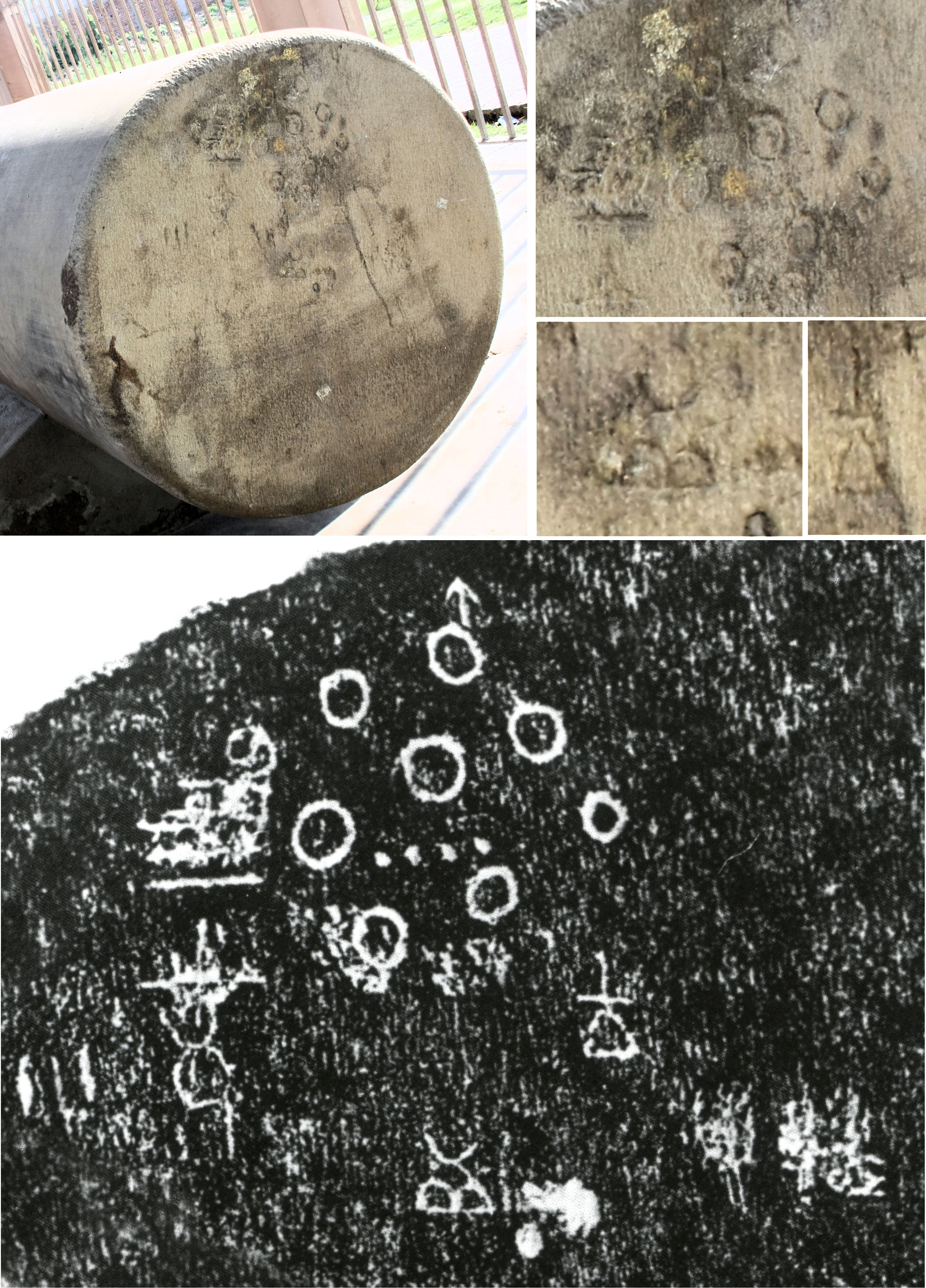
기둥 바닥의 석공 마크.
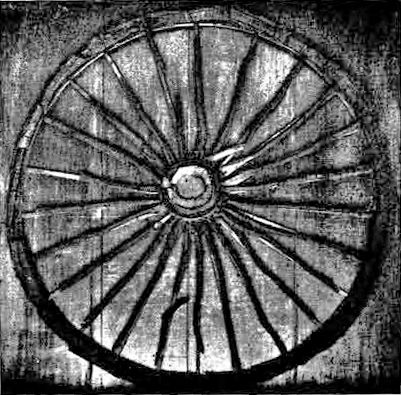
불란디 바그에서 발굴된 마우리아 시대의 전륜.
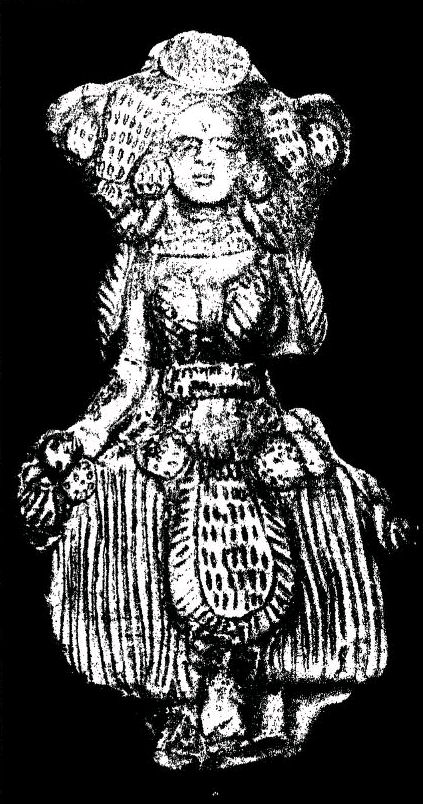
불란디 바그에서 발굴된 숭가 시대의 여성 조각상.
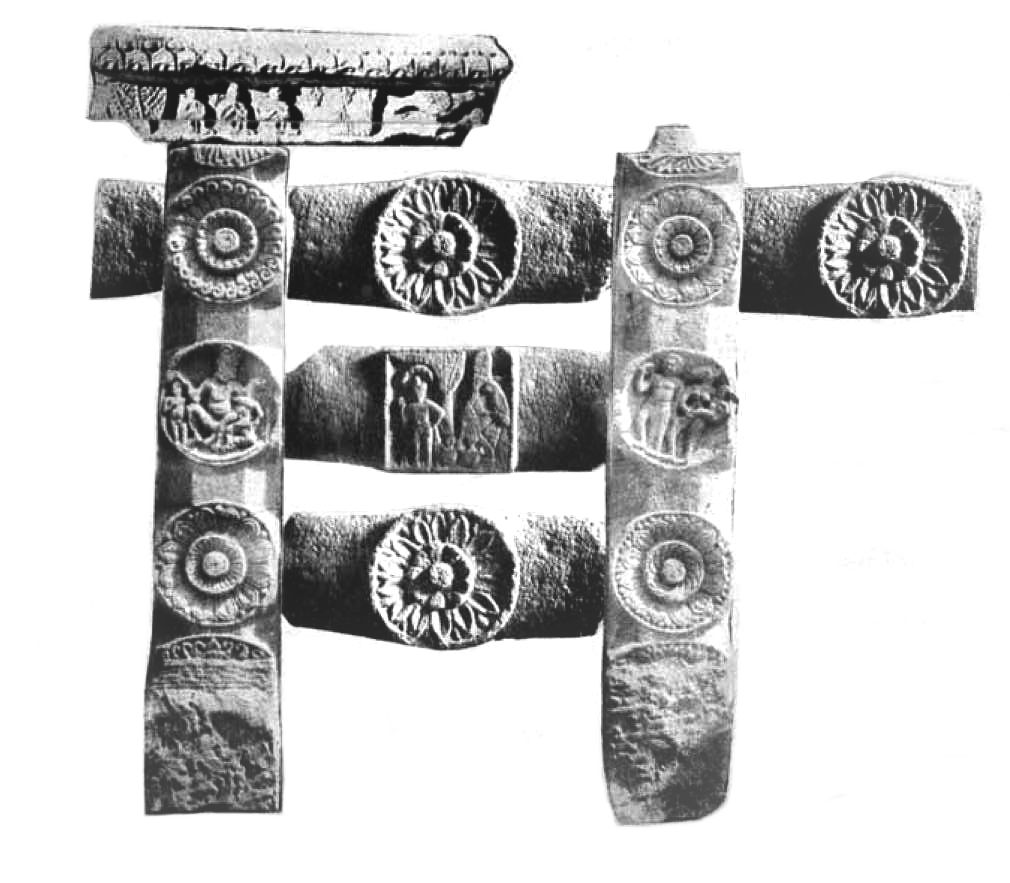
숭가 시대의 불교식 울타리.

## 같이 보기
- 파트나
- 마가다

## 참고 문헌
- Kosmin, Paul J. (2014). 《The Land of the Elephant Kings: Space, Territory, and Ideology in Seleucid Empire》. Harvard University Press. ISBN 978-0-674-72882-0.
- , Motilal Banarsidass |제목=이(가) 없거나 비었음 (도움말)
- 번스타인, 리처드(2001). 궁극의 여정: 깨달음을 찾아 아시아를 횡단한 고대 승려(현장)의 길을 따라가다 . Alfred A. Knopf, 뉴욕.ISBN 0-375-40009-5ISBN 0-375-40009-5